# Ampuis
Ampuis – miejscowość i gmina we Francji, w regionie Owernia-Rodan-Alpy, w departamencie Rodan.
Według danych na rok 1990 gminę zamieszkiwało 2051 osób, a gęstość zaludnienia wynosiła 132 osób/km² (wśród 2880 gmin regionu Rodan-Alpy Ampuis plasuje się na 428. miejscu pod względem liczby ludności, natomiast pod względem powierzchni na miejscu 740.).